# التنظيم التربوي

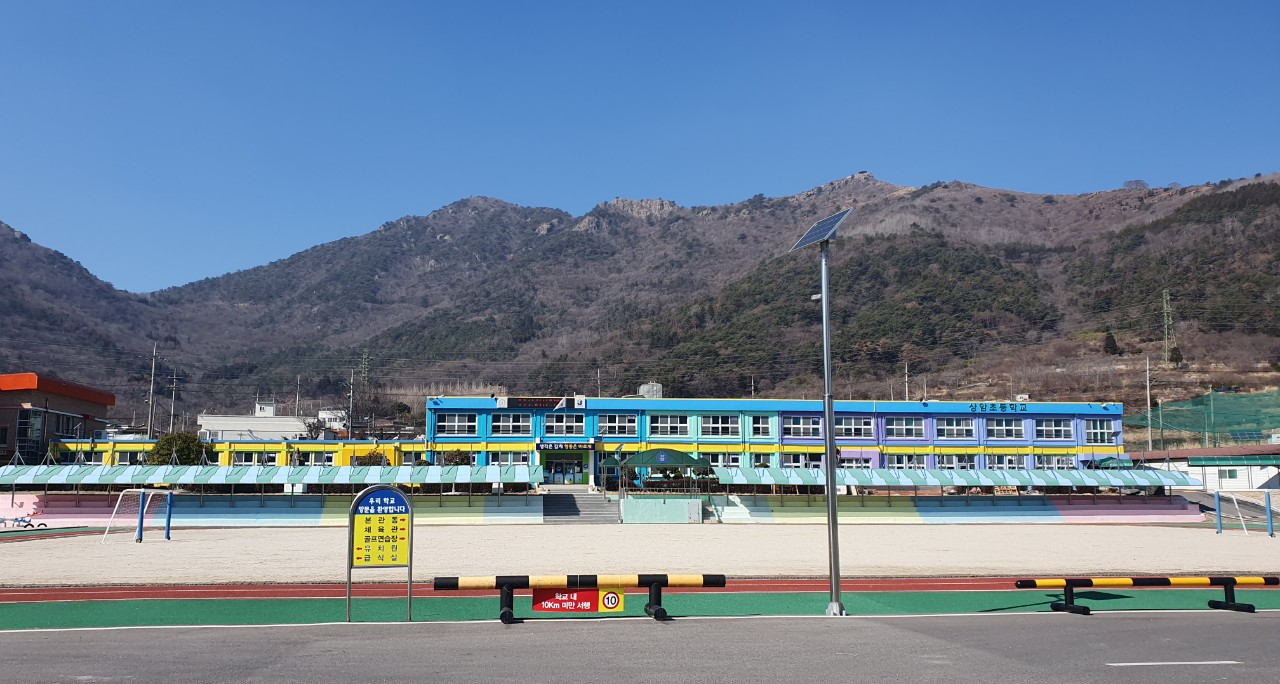
صورة لمدرسة كورية متخصصة بالتنظيم التربوي

يمتلك التنظيم التربوي مضامين متعددة تبعاً للمجال والمحيط التي يجري تطبيقه فيه. في علم النفس التربوي، التنظيم التربوي هي تنظيم داخل نطاق التعليم.انها تتعامل مع نظرية التنظيم كما هي تطبق للتعليم العقل البشري.في إعادة تنظيم المدارس تعد التنظيم التربوي طريق لعمل نظام التعليم.المنظمة التعليمية أيضا قد تعود إلى وكالات غير ربحية التي تقدم خدمات تعليمية.
شاهد المزيد برنامج التلفاز التعليمي للدائرة المغلقة في مقاطعة.